# Канал Двох морів
«Кана́л Двох морі́в» — запропонованийколи, дата і ким запропоновано? канал, який має прямувати від Червоного моря в Мертве море і має забезпечитиколи пляновано ввести? електроенергією та питною водою Йорданію, Ізраїль і Палестинську автономію. Ця пропозиція має важливу роль у планах в галузі економічного співробітництва між Ізраїлем, Йорданією та палестинцями.
Рівень води в Мертвому морі скорочується зі швидкістю більше ніж один метр на рік, а його площа скоротилася приблизно на 30 % протягом останніх 20 років. Воно залежить в значній мірі від надходження близько 90 % від об'єму води з річки Йордан. На початку 1960-х років, річкою прямувало 1,5 млрд м³ води щорічно від Галілейського до Мертвого моря. Але греблі, канали і насосні станції побудовані Ізраїлем, Йорданією та Сирією, забирають воду для сільськогосподарських культур і пиття скоротили стік на 95 % до приблизно 100 млн м³.
9 травня 2005 року Йорданію, Ізраїлем і Палестинською адміністрацією підписано угоду дії та з техніко-економічного обґрунтування для Каналу двох морів. Ця угода була підписана на Мертвому морі Йорданський міністр водного Раед Абу Сауд, ізраїльські міністр інфраструктури Біньямін Бен-Еліезер і палестинським міністром планування Гассан аль-Хатіб.
Пропонований канал має спрямовувати морську воду 230 метрів в гору від Червоного моря в затоці Акаба в Йорданії, а потім вільно текти до Мертвого моря, яке розташоване близько 420 м нижче рівня моря. Проект складатиметься з приблизно 200 км трубопроводу, а канал прямуватиме долиною Гаарава в Йорданії. Будівництво його, як очікується, займе близько п'яти років.
Вартість кошторису варіюється від $1 млрд.  до $10 млрд.  в залежності від його структури та етапів. У неї входить вартість електростанції, яка буде забезпечувати електроенергією для викачування води з Червоного моря і вартість опріснювальних заводів. Опріснювальні установки будуть забезпечувати до 850 млн м³ прісної води на рік для трьох країн. З гідроелектричне обладнання буде забезпечувати частину потреби в електроенергетиці при відкачці води з Червоного моря, інша частина енергії, необхідної для опріснення будуть поставлятися з використанням традиційних джерел енергії.
Коротший маршрут від Середземного моря, був запропонований в Ізраїлі, але був відхилені через високі інвестиційні витрати, необхідні для будівництва довгого тунелю.
Пропозиція будівництва Каналу Двох морів викликала деяке занепокоєння в Єгипті, який вважає, що через канал буде збільшення сейсмічної активності в регіоні, надасть Ізраїлю воду для охолодження його ядерного реактора біля Дімона; перетинання пустелі Негев по заселеному терену призведе до збільшення солоність свердловин.
Цей проект викликає занепокоєння в сфері промисловості та охорони довкілля. Існують ризики, пов'язані з транспортуванням морської води в долиною Гаарава, в геологічно нестабільному регіоні, змішання морської води Червоного моря і Мертвого моря.

## Вплив на довкілля
Прибічники «Каналу Двох морів» вказують на позитивні аспекти, пов'язані з будівництвом каналу, а саме відновити Мертве море до його історичного рівня, і забезпечення прісною водою наразі в інтересах країн. Тим не менше, передача великого обсягу води з одного моря до іншого, можуть принести різкий вплив на унікальні природні особливості кожного з цих двох морів, а також у пустинну долину Гаарава, яка відокремлює їх. Деякі з цих характеристик, особливо в районі Мертвого моря, є унікальними в глобальному масштабі, і тому вирішальне значення є їх збереження. Екологічна група "Друзі Землі" на Близькому Сході виступили з протестом проти нібито передчасного затвердження проекту Каналу Двох морів з боку ізраїльського уряду, без достатньої оцінки проекту, вплив на природне середовище в цьому районі. Група називає кілька можливих шкідливих наслідків реалізації проекту на унікальних природних комплексів у Червоне море, Мертве море і Гаараву. Ці ефекти є: 
1. Збиток унікальній природній системі Мертвого моря, внаслідок змішування її з опрісненою водою Червоного моря, яка має зовсім інший хімічний склад. Це включає в себе зміни у солоності води, масове утворення гіпсу, формування летких токсичних сполук, зміна швидкості випаровування води, зміни серед бактерій та водоростей, які живуть на поверхні моря, хімічні зміни в породах, які оточують воду, а також втрата унікальних переваг для здоров'я, на долю яких припадає більша частина туристичних центрів в районі Мертвого моря.
2. Збиток, нанесений кораловим рифам в затоці Акаба, через забір води.
3. Збиток природному ландшафту та екосистемам в Гаараві, через будівництво, і збільшення вологості повітря, викликане відкриттю секцій каналу.
4. Збиток водоносним горизонтам Гаарави, через забруднення підземних вод водою з Мертвого моря. Алювіальні відкладення у Ваді-Араба, що містять горизонти прісної води. У випадку розриву трубопроводу (як може відбутися у випадку землетрусу), ці водоносні горизонти, буде непоправно пошкоджено. Це може нести фатальні наслідки як для сільського господарства та екосистем в Гаараві.
5. Загрози археологічній спадщині. Трубопровід перетне райони важливої культурної спадщини, такі як Ваді-Фінан, де відбувався найраніший видобуток міді у світі.

## Ресурси Інтернету
- [Архівовано 17 березня 2008 у Wayback Machine.] Article from Ynet on the approval of the Two Seas Canal by Israel government](англ.)
- [Архівовано 1 липня 2009 у Wayback Machine.] Article from NRG on the approval of the Two Seas Canal by Israel government](англ.)
- World Bank promotes Dead-Red Sea canal - Rory Kress, July 25, 2007 The Jerusalem Post(англ.)
- Enviromentalists slam World Bank over Red-Dead canal [Архівовано 17 квітня 2008 у Wayback Machine.] - Rory Kress, August 12, 2007 The Jerusalem Post(англ.)